# Liste der Monuments historiques in Obermorschwihr
Die Liste der Monuments historiques in Obermorschwihr führt die Monuments historiques in der französischen Gemeinde Obermorschwihr auf.

## Liste der Bauwerke
| Bezeichnung                    | Beschreibung | Standort                     | Kennzeichnung | Schutzstatus | Datum | Bild           |
| ------------------------------ | --- | ---------------------------- | ------------- | ------------ | ----- | -------------- |
| Kirche Sts-Philippe-et-Jacques | ehemaliger Chorturm und Taufkapelle um 1200, Schiff bezeichnet 1719, Querhaus und Chor aus dem frühen 19. Jahrhundert                      | Rue de la République (Lage)  | PA68000009    | Inscrit      | 1996  | weitere Bilder |
| Kloster Marbach                | 1089 gegründet, 1790 aufgehoben; Narthex der Kirche (um 1130), Friedhof und Fundamentmauern erhalten; auch auf der Gemarkung von Eguisheim | südwestlich der Stadt (Lage) | PA00085571    | Classé       | 1988  | weitere Bilder |

## Liste der Objekte
| Bezeichnung | Beschreibung        | Standort                                     | Kennzeichnung | Schutzstatus | Datum | Bild           |
| ----------- | ------------------- | -------------------------------------------- | ------------- | ------------ | ----- | -------------- |
| Kanzel      | Eichenholz, um 1903 | in der Kirche Sts-Philippe-et-Jacques (Lage) | PM68000268    | Classé       | 1980  | weitere Bilder |